# Juliusz Drapella
Juliusz Alfred Drapella (ur. 3 listopada 1886 w Wieprzu, w pow. żywieckim, zm. 25 października 1946 w Nicei) – generał brygady Wojska Polskiego, kawaler Orderu Virtuti Militari.

## Życiorys
Juliusz Alfred Drapella urodził się 3 listopada 1886 w Wieprzu, w rodzinie Ludwika (1852–1935) i Marii z Mierowskich. W 1906 ukończył siedmioklasową szkołę realną z maturą w Kromieryżu i rozpoczął studia w Wyższej Szkole Technicznej w Wiedniu. W 1908 przeniósł się do cesarskiej i królewskiej Akademii Handlowej w Wiedniu (niem k. und k. Exportakademie).
W okresie od 1 października 1907 do 30 października 1908 odbył obowiązkową jednoroczną służbę wojskową w armii Austro-Węgier. Studia handlowe ukończył w Wiedniu. W latach 1910–1914 był członkiem „Sokoła” w Żywcu. Na stopień kadeta został mianowany ze starszeństwem z 1 stycznia 1911 roku w korpusie oficerów rezerwy piechoty, a jego oddziałem macierzystym był pułk piechoty nr 56 w Krakowie. W 1913 został przemianowany z kadeta na chorążego z zachowaniem starszeństwa. W latach 1912–1913 wziął udział w mobilizacji sił zbrojnych Monarchii Austro-Węgierskiej, wprowadzonej w związku z wojną na Bałkanach, a w latach 1914–1918 walczył na frontach I wojny światowej. Jego oddziałem macierzystym nadal był pułk piechoty nr 56. Na stopień porucznika został mianowany ze starszeństwem z 1 listopada 1915 w korpusie oficerów rezerwy piechoty. W 1915 otrzymał najwyższe pochwalne uznanie za waleczność. 
7 lipca 1919 został przyjęty do Wojska Polskiego z byłej armii austro-węgierskiej, z zatwierdzeniem posiadanego stopnia porucznika ze starszeństwem z 1 listopada 1915, zaliczony do I Rezerwy armii z jednoczesnym powołaniem do służby czynnej na czas wojny i przydzielony do 12 Pułku Piechoty. Podczas wojny polsko-bolszewickiej pełnił funkcje m.in. dowódcy batalionu zapasowego w Żywcu, szefa sztabu Grupy generała Aleksandrowicza i generała Krajowskiego, zastępcy szefa sztabu i szefa Oddziału Operacyjnego Sztabu 4 Dywizji Piechoty oraz szefa sztabu 18 Dywizji Piechoty (26 września 1920 – 30 czerwca 1921).

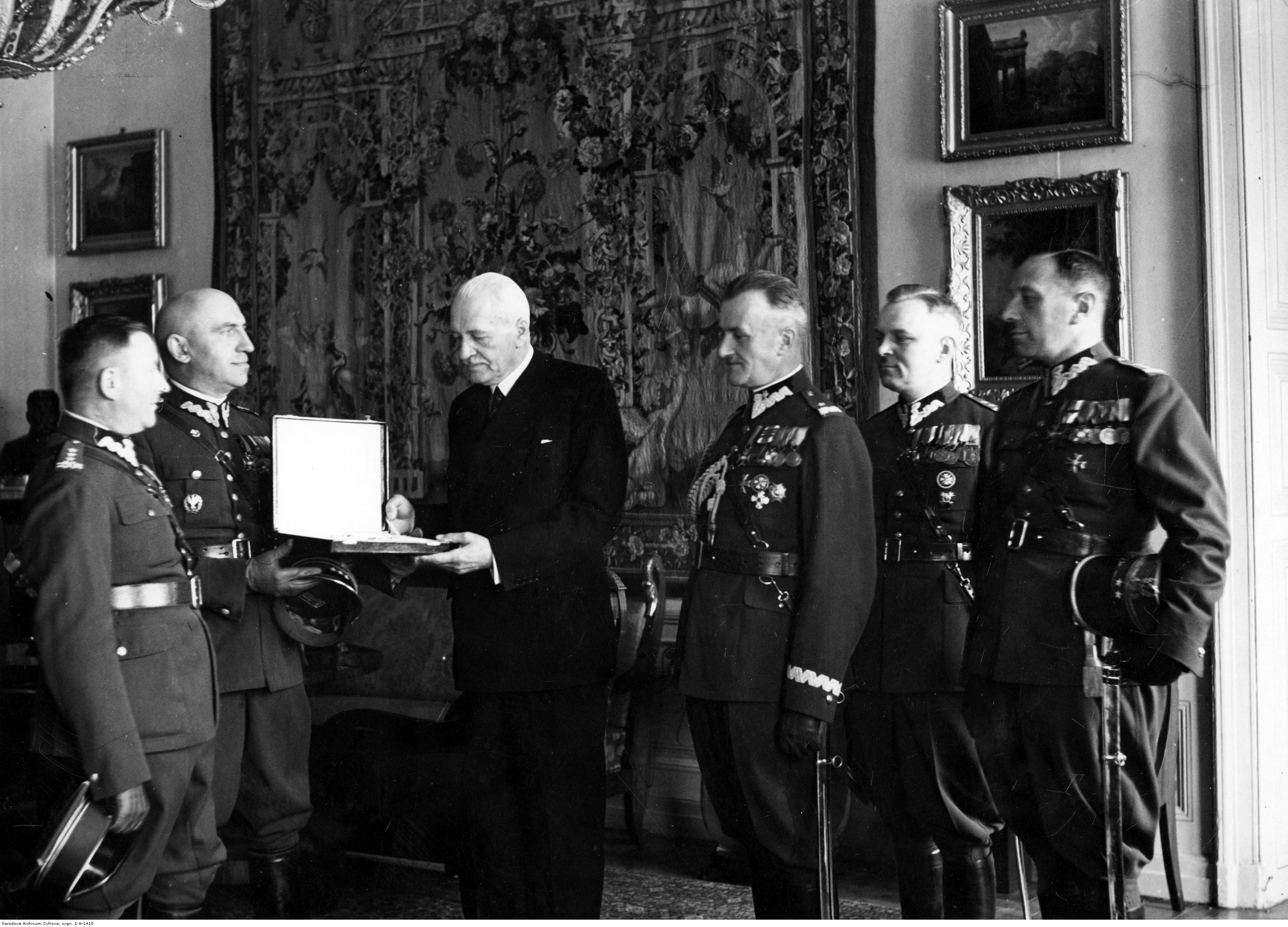
Delegacja 27 DP na audiencji u prezydenta RP Ignacego Mościckiego – gen. Drapella 3. z prawej; czerwiec 1936.

20 listopada 1922 mianowany został zastępcą szefa sztabu Dowództwa Okręgu Korpusu Nr II w Lublinie. Z dniem 1 kwietnia 1923 przeniesiony został w stan nieczynny na okres 6 miesięcy bez prawa do poborów. W latach 1923–1924 był słuchaczem Kursu Doszkolenia Wyższej Szkoły Wojennej w Warszawie. 15 października 1924, po ukończeniu kursu i otrzymaniu dyplomu naukowego oficera Sztabu Generalnego, został przydzielony do Dowództwa Okręgu Korpusu Nr III w Grodnie na stanowisko szefa Oddziału Ogólnego. 2 listopada tego roku przeniesiony został na identyczne stanowisko w Sztabie Dowództwa Okręgu Korpusu Nr VI we Lwowie. 1 grudnia 1924 Prezydent RP Stanisław Wojciechowski na wniosek Ministra Spraw Wojskowych generała dywizji Władysława Sikorskiego awansował go na pułkownika ze starszeństwem z dniem 15 sierpnia 1924 i 46. lokatą w korpusie oficerów piechoty. 14 stycznia 1925 został przeniesiony z DOK VI we Lwowie do Inspektoratu Armii Nr IV w Krakowie na stanowisko I referenta. 15 października 1925 został przeniesiony do 73 pułku piechoty w Katowicach na stanowisko dowódcy pułku. 31 marca 1927 został mianowany dowódcą piechoty dywizyjnej 27 Dywizji Piechoty w Kowlu. 29 października 1932 został mianowany dowódcą 27. Dywizji Piechoty. 17 grudnia 1933  Prezydent RP Ignacy Mościcki mianował go generałem brygady ze starszeństwem z dniem 1 stycznia 1934 i 2. lokatą w korpusie generałów. Obowiązki na stanowisku dowódcy 27. Dywizji Piechoty pełnił do września 1939.
W dniach od 14 do 16 sierpnia 1939 przeprowadził pełną mobilizację swojej dywizji, która następnie została przetransportowana koleją na Pomorze w okolice Bydgoszczy. W kampanii wrześniowej 1939 dowodził 27 Dywizją Piechoty w składzie Armii „Pomorze”, a od 6 do 11 września także Grupą Operacyjną własnego imienia. 20 września został ciężko ranny w bitwie nad Bzurą. Przedostał się do Modlina, skąd został wzięty do niewoli niemieckiej po kapitulacji twierdzy. Przebywał w Oflagu VII A Murnau. Po uwolnieniu w 1945 osiadł we Francji. Zamierzał powrócić do Polski. Zmarł na serce 25 października 1946 w Nicei. Został pochowany na miejscowym cmentarzu Caucade (kwatera 48, rząd 3 od wejścia, grób 2 od żywopłotu). Był żonaty, miał syna.

## Awanse[23]
- podporucznik – 1914,
- porucznik – 1915,
- kapitan – 1920,
- major – 1920,
- podpułkownik – 1922,
- pułkownik – 1924,
- generał brygady – 1934.

## Ordery i odznaczenia
- Krzyż Srebrny Orderu Wojskowego Virtuti Militari (30 czerwca 1921)[24]
- Krzyż Walecznych (trzykrotnie, 1922)[25]
- Złoty Krzyż Zasługi (17 marca 1930)[26]
- Medal Pamiątkowy za Wojnę 1918–1921[27]
- Medal Dziesięciolecia Odzyskanej Niepodległości[27]

- Krzyż Zasługi Wojskowej III kl. z dekoracją wojenną i mieczami (Austro-Węgry)[28]
- Srebrny Medal Zasługi Wojskowej Signum Laudis z mieczami na wstążce Krzyża Zasługi Wojskowej (Austro-Węgry)[28]
- Brązowy Medal Zasługi Wojskowej Signum Laudis z mieczami na wstążce Krzyża Zasługi Wojskowej (Austro-Węgry)[28]
- Krzyż Wojskowy Karola (Austro-Węgry)[28]
- Krzyż Pamiątkowy Mobilizacji 1912–1913 (Austro-Węgry)[29]